# ناتشو مارتين
ناتشو مارتين (بالإسبانية: Nacho Martín)‏ مواليد 22 أبريل 1983 في بلد الوليد، هو لاعب كرة سلة محترف إسباني بدأ مسيرته الاحترافية في سنة 2001 يلعب مع فريق سي بي إستوديانتس في الدوري الإسباني لكرة السلة كلاعب وسط ويحمل الرقم 11. يبلغ طوله 6 قدم 8.75 بوصة (2.1 م).

## فرق لعب لها
- نادي برشلونة لكرة السلة
- سان سباستيان غيبوثكوا بي سي
- باسكت سرقسطة 2002
- نادي بلد الوليد لكرة السلة
- سي بي غران كناريا
- سي بي إستوديانتس

## روابط خارجية
- ناتشو مارتين على موقع الاتحاد الدولي لكرة السلة (الإنجليزية)
- ناتشو مارتين على موقع الدوري الأوروبي لكرة السلة (الإنجليزية)
- ناتشو مارتين على موقع الدوري الإسباني لكرة السلة (الإسبانية)
- ناتشو مارتين على موقع كرة السلة الأوروبية.كوم (الإنجليزية)
- ناتشو مارتين على موقع DraftExpress.com (الإنجليزية)
- ناتشو مارتين على موقع ريلجم (الإنجليزية)
- ناتشو مارتين على موقع بروبوليرز (الإنجليزية)
- ناتشو مارتين على موقع سبورتس رفرنس (الإنجليزية)